# 협성중학교 축구부
협성중학교 축구부는 대구광역시에 위치한 협성중학교의 축구부이다.

## 같이 보기
- 협성중학교